# Октябрьская улица (Колпино)
Октябрьская улица — улица в городе Колпино Колпинского района Санкт-Петербурга. Проходит с севера на юг от улицы Правды до южной границы города, разделена на два участка Комсомольским каналом. За границей Колпино продолжается как Октябрьская улица в посёлке Тельмана.

## История
Название улицы известно с 1934 года. Оно связано с тем, что улица проходит вдоль Московской линии Октябрьской железной дороги. В северной части улицы расположена железнодорожная станция Колпино и привокзальная площадь.
Первоначально Октябрьская улица проходила от улицы Ремизова за улицу Тазаева без изгиба. Участок южнее Комсомольского канала включался в состав Октябрьской улицы уже на плане 1949 года, а участок севернее улицы Ижорского Батальона на этом плане был обозначен как улица Мичурина. В начале 1960-х годов Октябрьскую улицу продлили на север до Соборной улицы с включением Железнодорожной и Северной улиц, а также на юг до улицы Ижорского Батальона западнее существующей трассы. При этом направление нумерации домов было изменено на противоположное. Современная трассировка Октябрьской улицы на участке от улицы Тазаева до улицы Ижорского Батальона существует с 1980-х годов. По состоянию на 1 июля 1989 года Октябрьская улица проходила от улицы Правды до улицы Ижорского батальона. В конце 1990-х годов была продлена от улицы Ижорского Батальона до границы Колпино.

## Здания и сооружения
- Железнодорожный вокзал

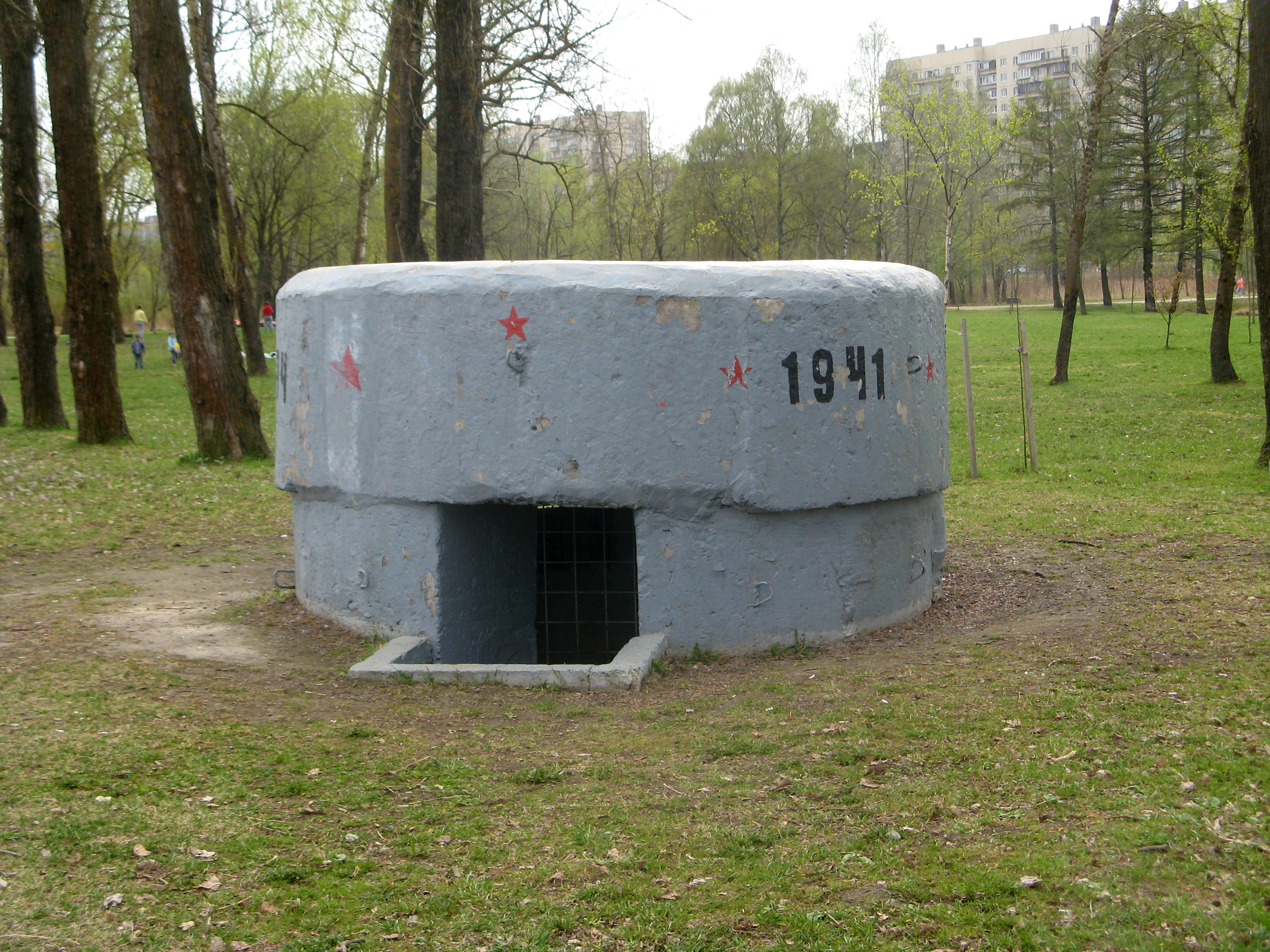
Мемориальный ЖБОТ в Харламовском сквере

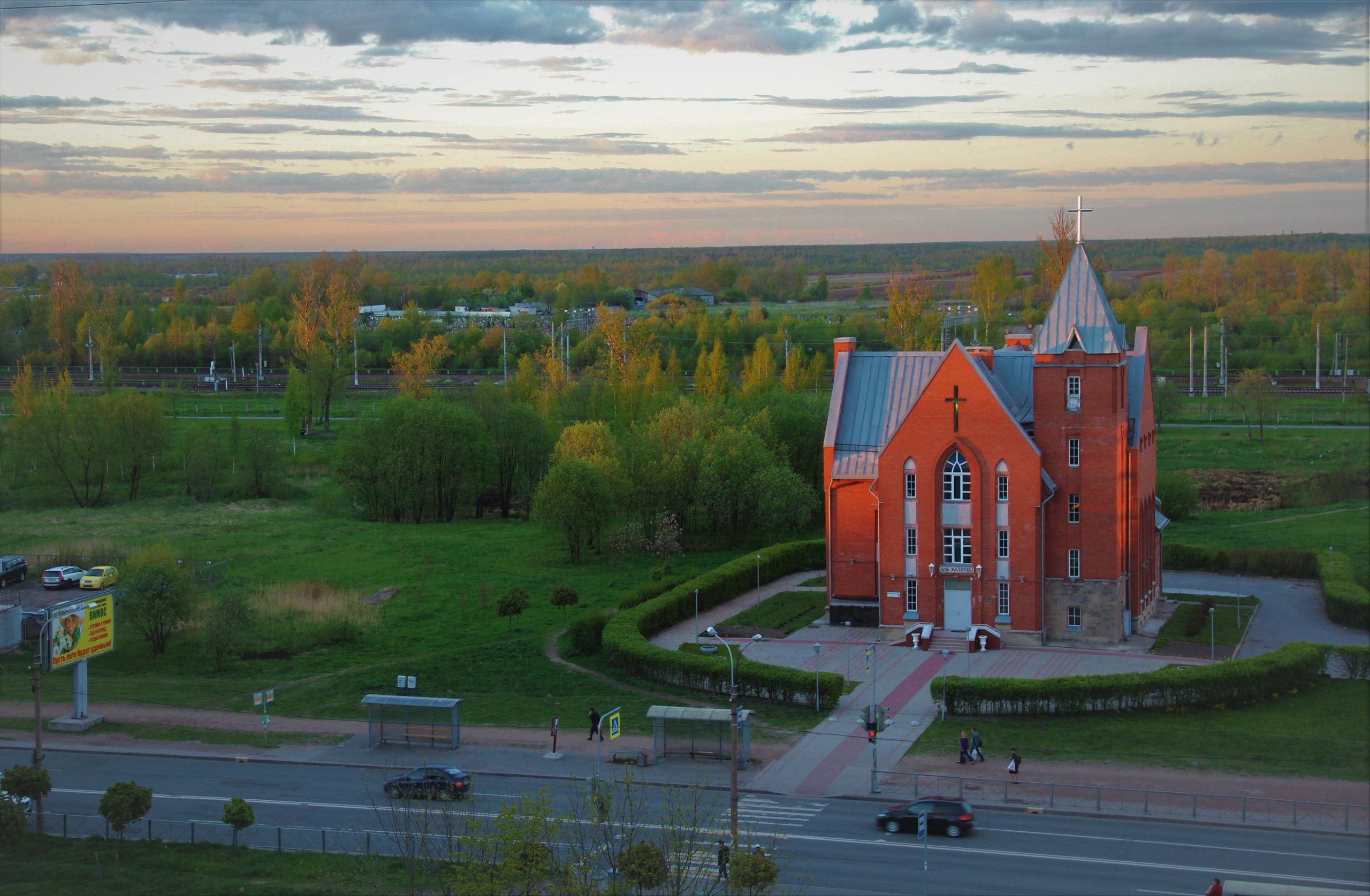
Церковь ЕХБ на Октябрьской улице

- Привокзальная площадь с памятником В. И. Ленину
- Харламов мост через Комсомольский канал
- Харламовский сквер на чётной стороне улицы и исторический объект в сквере — железобетонная огневая точка
- дом 4А — Отель «Пирамида»
- дом 6 — церковь ЕХБ
- дом 8 — ТРК «ОКА»
- дом 71, корпус 2 — школа № 456

## Пересекает следующие улицы
С севера на юг:
- улица Правды
- улица Труда (на пересечении образуют привокзальную площадь)
- набережная Комсомольского канала
- улица Тазаева
- улица Ремизова
- улица Ижорского Батальона